# FCモスクワ
FCモスクワ（ロシア語: Футбольный клуб Москва）は、かつて存在したロシア・モスクワを本拠とするサッカークラブである。ロシア・プレミアリーグ最高成績は、2007年シーズンの4位。

## 歴史
長年にわたりトルペド・モスクワを支援してきた国営自動車工場ZIL（ Zavod Imeni Likhacheva ）は、ソ連崩壊により市場経済化が進んだ1990年代に経営難に陥った。トルペドもその余波を受け、1996年にルジニキ・スタジアムを所有するルジニキ株式会社に売却され、同時に本拠地はトルペド・スタジアム（現エドゥアルド・ストレリツォフ・スタジアム）からルジニキ・スタジアムへ移された。
ZILはトルペド・スタジアムを本拠地とする新クラブを、1997年に改めて創設した。この新クラブは既存のトルペドとの区別のために当初トルペド・ジルと称した。2003年から2004年まではシベリアの鉱山会社ノリリスク・ニッケルがクラブを買収してトルペド・メタルルグ、2004年からはモスクワ市がクラブ運営を引継いでFCモスクワへ改称された。
しかし、2010年1月、ノリリスク・ニッケルがスポンサーから撤退し、再び経営難に陥り、同年2月17日にロシア・プレミアリーグから除外され、ロシア・アマチュアリーグモスクワ地区（4部）に所属する。2010シーズンは3位となるが、シーズン終了後にクラブは解散となった。

## クラブ名の遍歴
- 1997年-2002年 トルペド・ジル (Торпедо–ЗиЛ)
- 2003年-2004年 トルペド・メタルルグ (Торпедо–Металлург)
- 2004年-2010年 FCモスクワ (ФК Москва)

## タイトル

### 国内タイトル
なし

### 国際タイトル
なし

## 過去の成績
ロシア
| シーズン | ディヴィジョン | 順位 | 試合 | 勝 | 分 | 敗 | 得点 | 失点 | 勝点 | 国内カップ | 欧州カップ戦 | 欧州カップ戦 | 備考 |
| -------- | -------------- | ---- | ---- | -- | -- | -- | ---- | ---- | ---- | ---------- | ------------ | ------------ | ---- |
| 1997     | 3部（ゾーン3） | 3    | 40   | 23 | 8  | 9  | 77   | 29   | 77   |            |              |              |      |
| 1998     | 3部（中央）    | 1    | 40   | 28 | 6  | 6  | 90   | 30   | 90   | ベスト128  |              |              | 昇格 |
| 1999     | 2部            | 4    | 42   | 23 | 13 | 6  | 67   | 27   | 82   | ベスト32   |              |              |      |
| 2000     | 2部            | 2    | 38   | 24 | 8  | 6  | 62   | 28   | 80   | ベスト64   |              |              | 昇格 |
| 2001     | プレミア       | 14   | 30   | 7  | 10 | 13 | 22   | 35   | 31   | ベスト32   |              |              |      |
| 2002     | プレミア       | 14   | 30   | 6  | 10 | 14 | 20   | 39   | 28   | ベスト8    |              |              |      |
| 2003     | プレミア       | 14   | 30   | 8  | 5  | 17 | 25   | 39   | 29   | ベスト32   |              |              |      |
| 2004     | プレミア       | 9    | 30   | 10 | 10 | 10 | 38   | 39   | 40   | ベスト32   |              |              |      |
| 2005     | プレミア       | 5    | 30   | 14 | 8  | 8  | 36   | 26   | 50   | ベスト16   |              |              |      |
| 2006     | プレミア       | 6    | 30   | 10 | 13 | 7  | 41   | 37   | 43   | ベスト16   | IC           | 3回戦敗退    |      |
| 2007     | プレミア       | 4    | 30   | 15 | 7  | 8  | 40   | 32   | 52   | 準優勝     |              |              |      |
| 2008     | プレミア       | 9    | 30   | 9  | 11 | 10 | 34   | 36   | 38   | ベスト8    |              |              |      |
| 2009     | プレミア       | 6    | 30   | 13 | 9  | 8  | 39   | 28   | 48   |            |              |              |      |

## 歴代監督
- セルゲイ・ペトレンコ 1997-1998
- ボリス・イグナチェフ 1998-2000
- エフゲニ・クチェレフスキ 2000-2001
- ヴァディム・ニコノフ 2001-2002
- セルゲイ・アレイニコフ 2003
- ワレンチン・イワノフ 2003
- ヴァレリ・ペトラコフ 2004-2005
- レオニード・スルツキー 2005-2007
- オレグ・ブロヒン 2008
- ミオドラグ・ボージョヴィッチ 2009

## 歴代所属選手

### トルペド-ZILモスクワ

#### GK
- セルゲイ・コズコ 1999-2001、2005-2007

#### DF
- アレクセイ・ベレズツキ 1999-2000
- ヴァシリ・ベレズツキ 2000-2001
- イグナス・デドゥラ 2001

#### MF
- ロマン・シロコフ 2001

#### FW
- ルスラン・ピメノフ 1998

### トルペド・メタルルグ・モスクワ

#### MF
- アレクサンドル・リャザンツェフ 2003-2005
- アミール・カーリッチ 2004-2005

### FCモスクワ

#### GK
- アレクサンデル・フィリモノフ 2004-2006

#### DF
- オレグ・クズミン 2004-2008
- マリウシュ・ヨプ 2004-2009
- ブランコ・イリッチ 2009

#### MF
- ラドゥ・レベヤ 2004-2008
- セルゲイ・セマク 2006-2008
- ピョートル・ビストロフ 2006-2008
- アレクセイ・レブコ 2008-2009
- アレクサンデル・サメドフ 2008-2009
- ドミトリ・タラソフ 2009
- パブロ・バリエントス 2006-2008
- マキシミリアーノ・モラレス 2007
- スタニスラフ・イワノフ 2004-2008
- ダミアン・ゴラフスキ 2005-2007
- ズヴォニミール・ヴキッチ 2008-2009

#### FW
- ドミートリー・キリチェンコ 2005-2006
- ロマン・アダモフ 2006-2008
- マキシ・ロペス 2007-2009

## 業務提供クラブ
- マンチェスター・シティFC
- グラスホッパー・クラブ・チューリッヒ
- 上海申花
- パース・グローリーFC
- サンダ・ロイヤル・ズールーFC
- チョンブリFC